# Pungnäbbmöss
Pungnäbbmöss (Monodelphis) är ett släkte pungdjur som lever i Sydamerika. Släktet, som består av cirka 20 arter, är de minsta arterna av pungdjuren, och är vanligen mellan 10 och 20 centimeter långa.

## Utseende
Som namnet antyder liknar de näbbmöss i utseende men de är inte närmare släkt med dessa insektsätare. De har en långdragen nos och en nästan naken svans som alltid är kortare än övriga kroppen. Pälsens färg varierar mellan rödbrun och mörkbrun på ovansidan, vissa arter har en eller flera mörka strimmor på ryggen. Buken är oftast ljusare. De når en kroppslängd mellan 11 och 20 cm (huvud och bål) samt en svanslängd mellan 4,5 och 8,5 cm. Vikten ligger mellan 25 och 150 gram, honor är lite mindre än hannar. Svansen bär bara vid roten några hår.
Pungnäbbmöss tillhör infraklassen pungdjur men honorna saknar pung (marsupium).

## Utbredning och levnadssätt
Liksom alla andra pungråttor förekommer pungnäbbmöss bara på den amerikanska kontinenten. Utbredningsområdet sträcker sig från Panama till norra Argentina.
Habitatet utgörs för flera arter av skogar och öppna gräsmarker men variationen inom släktet är stor. De har förmåga att klättra men vistas främst på marken. De är aktiva under skymningen och natten. Pungnäbbmöss vilar i trädens håligheter, i bergssprickor och sällan i bon av blad. Liksom hos de flesta andra pungråttor lever varje individ ensam och de undviker kontakt med artfränder utanför parningstiden.
Pungnäbbmöss beskrivas som flitiga jägare men de är allätare. Födan utgörs bland annat av mindre ryggradsdjur, insekter, spindlar och skorpioner men även av frön och frukter.

## Fortplantning
Pungnäbbmöss räknas som pungdjur men honor saknar pung. Honor har vanligen 11 till 17 spenar. Efter dräktigheten som varar i 14 till 15 dagar föder honan 5 till 12 ungdjur, i vissa fall upp till 16. Efter två månader sluter honan att ge di och ungarna är efter fyra till fem månader könsmogna. Vid särskilt bra förhållanden kan honan ha fyra kullar per år men de facto dör den tidigare och vanligen föds bara en kull i livet. De flesta individer blir ett eller två år gamla, den äldsta kända individen i fångenskap blev fyra år gammal.

## Hot
Pungnäbbmöss jagas inte men de hotas genom förstöringen av levnadsområdet. IUCN listar M. unistriata som akut hotad (CR), två arter som sårbar (VU), en art som nära hotad, fyra arter med kunskapsbrist (DD) och alla andra som livskraftiga (LC).

## Arter
Inom släktet skiljs mellan 15 och 20 arter.
- Monodelphis adusta, lever i Panama och norra Sydamerika.
- Monodelphis americana, förekommer i norra och centrala Brasilien, har tre mörka strimmor på sin rygg.
- Monodelphis brevicaudata, finns i Venezuela, regionen Guyana och norra Brasilien.
- Monodelphis dimidiata, lever i Brasilien, Paraguay, Uruguay och norra Argentina. Ungdjur föds bara en gång i livet, individerna blir sällan äldre än ett år.
- Monodelphis domestica, förekommer i Brasilien, Paraguay, Bolivia och norra Argentina. Den lever ofta i människans närhet och anses som nyttig då den äter spindlar, insekter och gnagare.
- Monodelphis emiliae, finns i Amazonområdet.
- Monodelphis glirina, lever i Amazonas regnskog i Brasilien, Bolivia och Peru.
- Monodelphis iheringi, lever i södra Brasilien.
- Monodelphis kunsi, förekommer främst i Bolivia, Paraguay och Brasilien.
- Monodelphis maraxina, är endemisk för ön Marajó.
- Monodelphis osgoodi, lever i Peru och Bolivia.
- Monodelphis palliolata, finns i Venezuela och möjligen Colombia.
- Monodelphis reigi, är bara känt från Canaima nationalparken i Venezuela.
- Monodelphis ronaldi, endemisk för nationalparken Manu i Peru.
- Monodelphis rubida, finns i östra Brasilien.
- Monodelphis scalops, förekommer i sydöstra Brasilien och norra Argentina.
- Monodelphis sorex, lever i södra Brasilien, södra Paraguay och norra Argentina.
- Monodelphis theresa, finns i östra Brasilien.
- Monodelphis umbristriata, förekommer i Brasilien.
- Monodelphis unistriata, lever i sydöstra Brasilien och nordöstra Argentina, den har en mörk strimma på sin rygg.

Året 2017 beskrevs en ny art från nordvästra Brasilien i släktet, Monodelphis saci.